# Diploneuron
Diploneuron là một chi rêu trong họ Hookeriaceae.